# Stazione di Ardenno-Masino
La stazione di Ardenno-Masino è una stazione ferroviaria posta sulla linea Tirano-Lecco, a servizio dei comuni di Ardenno e Val Masino.

## Storia
La stazione fu inaugurata nel 1885, all'apertura della linea Colico-Sondrio.

## Strutture e impianti
Il fabbricato viaggiatori è una costruzione a due livelli e a pianta rettangolare.
Il piazzale binari è composto dal binario di corsa della linea ferroviaria e da un altro di raddoppio, lungo 365 m.

## Movimento
La stazione è servita da treni regionali Trenord della linea R13 Lecco-Colico-Sondrio. Solo nei giorni festivi alcune corse sono prolungate fino alla stazione di Milano Porta Garibaldi.

## Servizi
- Biglietteria automatica
- Sala d'attesa

## Interscambi
- Fermata autobus